# نارسیس وانتایو
نارسیس وانتایو (کاتالونیایی: Narcís Ventalló i Surrallés; ۱۷ اکتبر ۱۹۴۰ – ۲۲ دسامبر ۲۰۱۸) بازیکن هاکی روی چمن اهل اسپانیا بود.